# Inoran

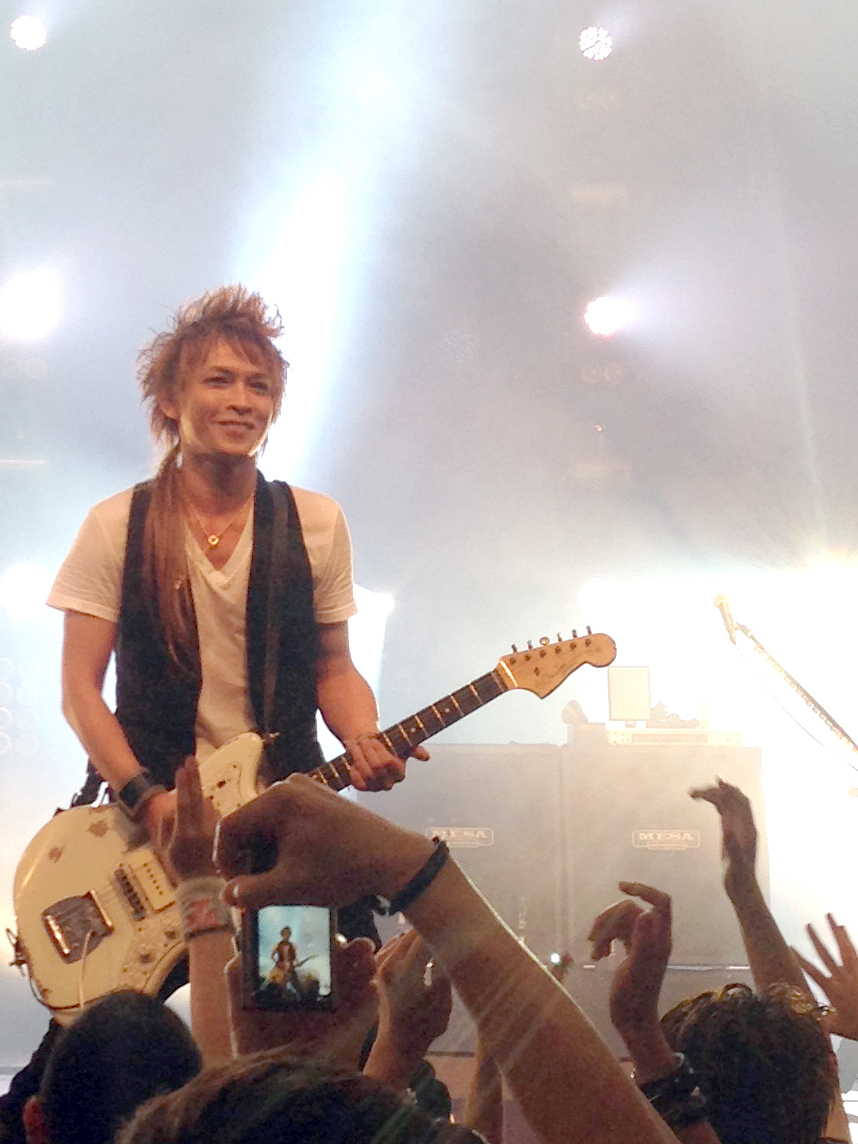
Inoran (2013)

Inoran (mit bürgerlichem Namen Kiyonobu Inoue (jap. 井上 清信, Inoue Kiyonobu); * 29. September 1970 in Hadano, Präfektur Kanagawa, Japan) ist ein japanischer Gitarrist, Sänger, Songwriter und Musikproduzent. Bekannt geworden als Gitarrist der Rockband Luna Sea, war er auch Mitglied der Bands Fake? und Tourbillon.

## Biografie
Inoran wurde 1970 in Kanagawa geboren und hat zwei jüngere Brüder. Der Name Inoran ist dem Musiker in der Schule verpasst worden, als er von einem Fan beim Baseball mit den Worten „Ino! Run!!“ angefeuert wurde. Im Alter von 16 wurde Inoran ein großer Fan von Cipher, dem Gitarristen der Band D'erlanger. Das sei für ihn ein Grund gewesen, Musiker werden zu wollen.

### Luna Sea
Im Jahr 1989 gründete Inoran mit seinem Schulfreund J die Band Lunacy, aus der kurz darauf Luna Sea wurde. Die damals als unkonventionell angesehene Band mit Visual-Kei-Look hatte Schwierigkeiten einen Plattenvertrag zu bekommen. Erst mit Hilfe von X-Japan-Drummer Yoshiki schafften sie den Sprung in die Musikwelt und etablierten sich als erfolgreiche Rockband. 1997 legte die Band eine Pause ein, so dass sich alle Mitglieder, auch Inoran, Solokarrieren widmeten. 1998 kehrte die Band sichtlich erwachsener zurück und präsentierte einen poppigeren Stil als zuvor. Bis auf Sugizo hatten die Bandmitglieder ihren visuellen Look weitestgehend abgelegt. Im Jahr 2000 veröffentlichte die Band ihr vorerst letztes Album, das den Beginn der Bandpause bis 2007 markierte.
Nachdem es nach siebenjähriger Pause am Tag einer Mondfinsternis angekündigt wurde, gab die Band am 24. Dezember 2007 ein ausverkauftes Konzert im Tokyo Dome vor 55.000 Besuchern. Außerdem traten sie mit X Japan als Headliner beim Hide Memorial Summit am 5. Mai 2008 auf. Die Wiederaufnahme der Bandaktivitäten erfolgte in Form von etlichen Konzerten auch außerhalb Asiens. Ihre Welttournee 2010 brachte sie nach Bochum, ihrem einzigen Konzert in Europa.

### Solokarriere
Inorans erstes Projekt ohne Luna Sea resultierte in der Gründung der Gruppe M*A*S*S mit Bandkollege J und hide von X Japan. Sie veröffentlichten jedoch nur einen Song, Frozen Bug, auf dem Sampler Dance 2 Noise 004. Der Song wurde später von hide auf seinem Soloalbum Hide Your Face veröffentlicht. Als Luna Sea 1997 Pause machten, war der Weg für weitere Soloprojekte frei und Inoran veröffentlichte im Herbst sein Debütalbum Sou. Dabei blieb es zunächst, bis die vorläufigen Auflösung von Luna Sea 2000 den Weg frei machte für weitere Aktivitäten: Inoran gründete seinen offiziellen Fanclub NO NAME? und veröffentlichte die Single Won't Leave My Mind?, die auch im Album Fragment enthalten war. Es schloss sich eine kleine Solotour „The Last Night“ mit zwei Konzerten im Akasaka Blitz an. Es folgten Shows für seinen Fanclub 2002, bevor er wieder als Gitarrist in den Bands Fake? und Tourbillon tätig wurde.
Inorans drittes Soloalbum photograph erschien im September 2006. In seinem 10-jährigen Jubiläumsjahr pausierte Inoran Tourbillon und legte sein viertes Soloalbum Niraikanai vor. Es gab eine Tour, die auch später auf DVD erschien, und ein Best-of-Album, dessen Songs von Inoran und seinem Fanclub ausgewählt worden waren.
2008 resümierte der Musiker sein Leben in der Biografie Monophonic. Außerdem schaffte er im selben Jahr den Sprung ins Ausland und Tourte in Taiwan und Südkorea für das The Formoz Festival 2008 und das Incheon Pentaport Rock Festival 2008. Das fünfte Studioalbum Apocalypse folgte, die Butterfly Effect-Tour brachte Inoran im November auch nach Hong Kong. Ein neues Experiment lieferte Inoran den Fans mit dem Instrumental-Mini-Album Shadow zu Weihnachten 2008, das auch den Titeltrack für den Film A Symmetry enthält.
Weiter ging es erst 2010. WaterColor kam auf den Markt, ein Album, das sich laut Aufmachung der Tour-DVD thematisch der Verbindung von Wasser und Musik widmet. Auf dem Album hört man Inorans Stimme im Gegensatz zu früheren Alben unverzerrt. Nach dem Erdbeben in Haiti 2010 wurde inoran zudem wohltätige aktiv und schrieb zusammen mit ORANGE-RANGE-Sänger Naoto den Song Love For….
2011 legte Inoran mit Teardrop nach, das im März 2011 erschien. Aufgrund des Tsunamis in Nordjapan führte die dazugehörige Tour führte den Sänger u. a. in das betroffene Sendai. Im Oktober veröffentlichte der Musiker die Single Hide and Seek, die er zusammen mit Taka Hirose von der britischen Band Feeder schrieb.
Für 2012 ist eine weitere Tour geplant.

### Fake?
Während der Bandpause von Luna Sea gründete Inoran 2002 die Band Fake? zusammen mit Ken Lloyd (zuvor bei Oblivion Dust). Nachdem er ursprünglich erklärt hatte, bei Fake? bleiben zu wollen, erklärte er am 8. August 2005 doch seinen Ausstieg. Als Grund wurden musikalische Differenzen angegeben.

### Tourbillon
2005 gründete inoran zusammen mit Luna Sea-Bankollegen J und Ryuichi sowie Hiroki Hayama Tourbillon, wofür er Fake? verließ. Tourbillons Musik ist weitaus poppiger als die von Luna Sea.

## Diskografie

### Alben
- Sō (想, 1997; Re-Release 2011)
- Fragment (2001)
- Photograph (2006)
- Nirai Kanai (ニライカナイ, 2007)
- Apocalypse (2008)
- Watercolor (2010)
- Teardrop (2011)
- Dive Youth, Sonik Dive (2012)
- Somewhere (2014, Mini-Album)
- Beautiful Now (2015)
- Thank You (2016)
- 2019 (2019)
- Libertine Dreams (2020)
- Between the World and Me (2021)
- Any Day Now (2021)

Kompilation
- The Best (2008)

Remixalben
- Landscape of Fragment (2001)

Instrumental-Alben
- Shadow (2008)

### Singles
- Sō (想, 1997)
- Won’t Leave My Mind (2001)
- Waves/Felicidad (2004; limitierte Auflage für den Fanclub)
- Shike/Elements of Foundation (時化 – Elements of Foundation, 2009)
- Hide and Seek (2011)
- Something About You (2013)

### Monografien
- Monophonic (2008)